# Diều đuôi kéo
Diều đuôi kéo (tên khoa học Chelictinia riocourii) là một loài chim săn mồi nhỏ thuộc chi đơn loài Chelictinia trong họ Accipitridae.

## Hình ảnh

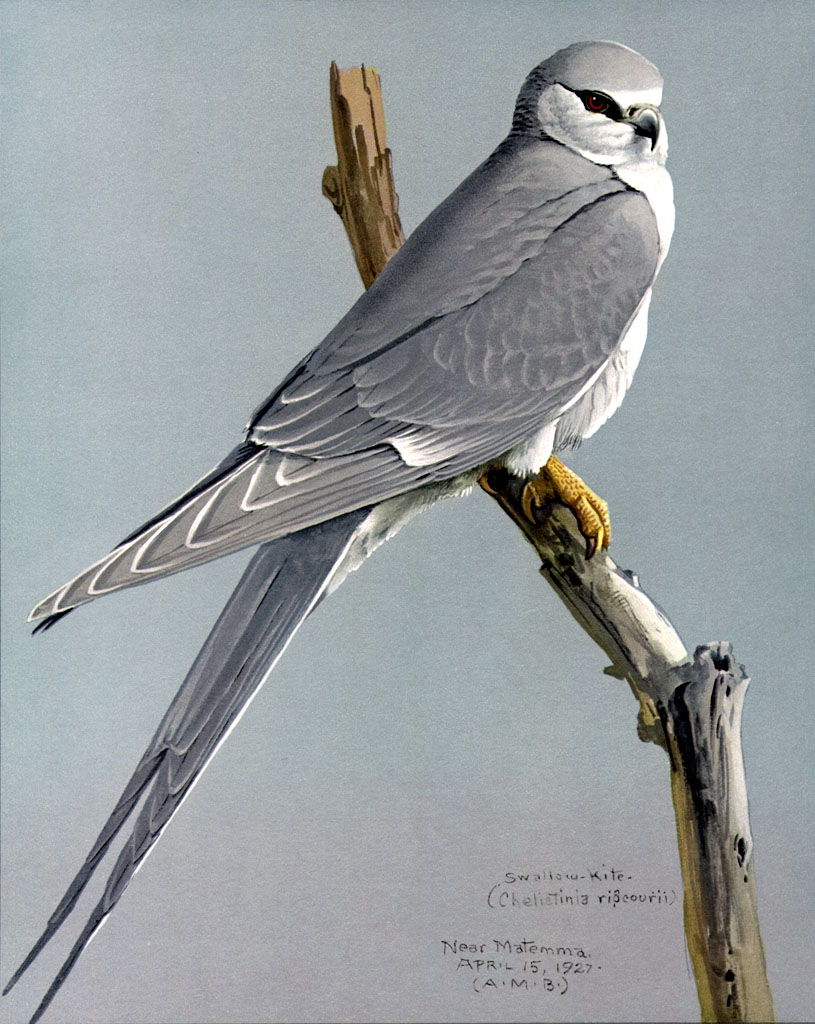
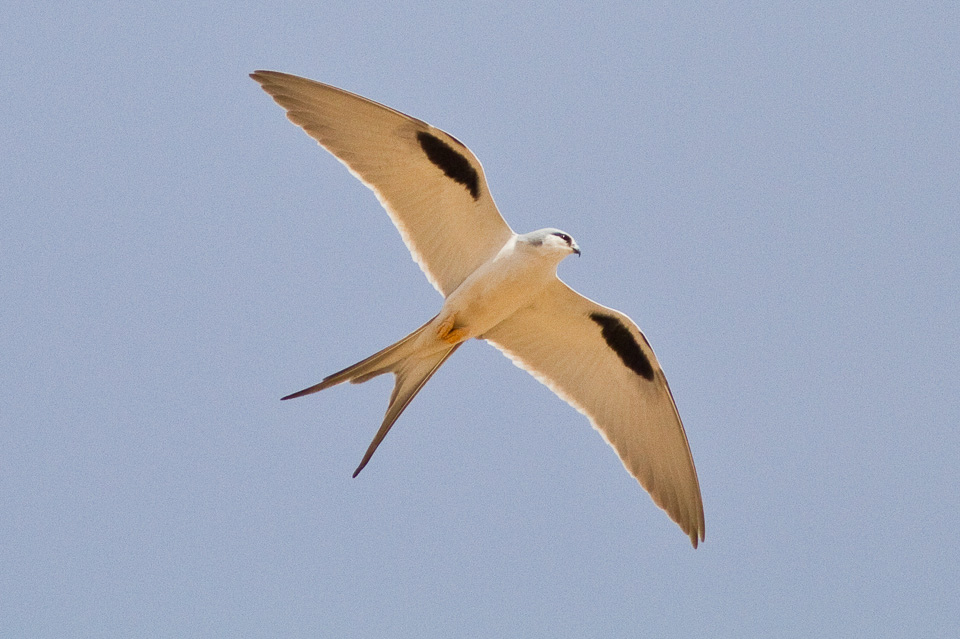
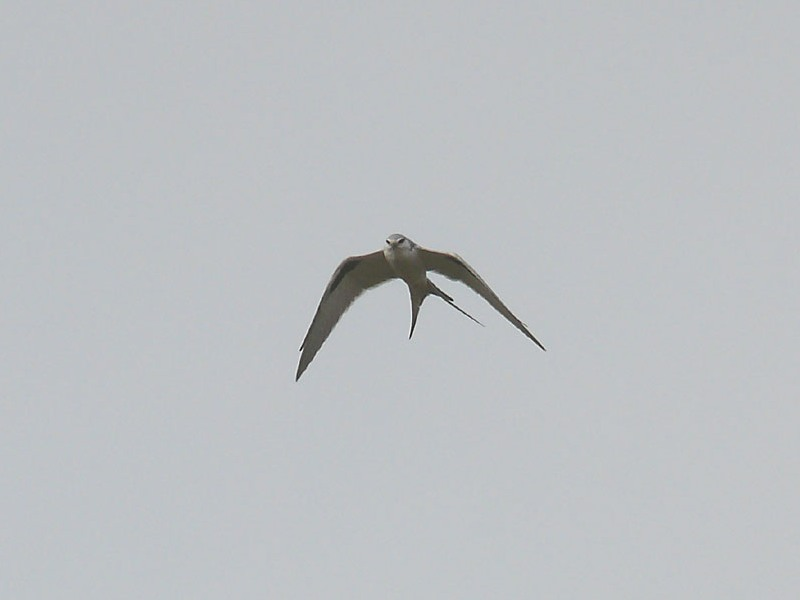
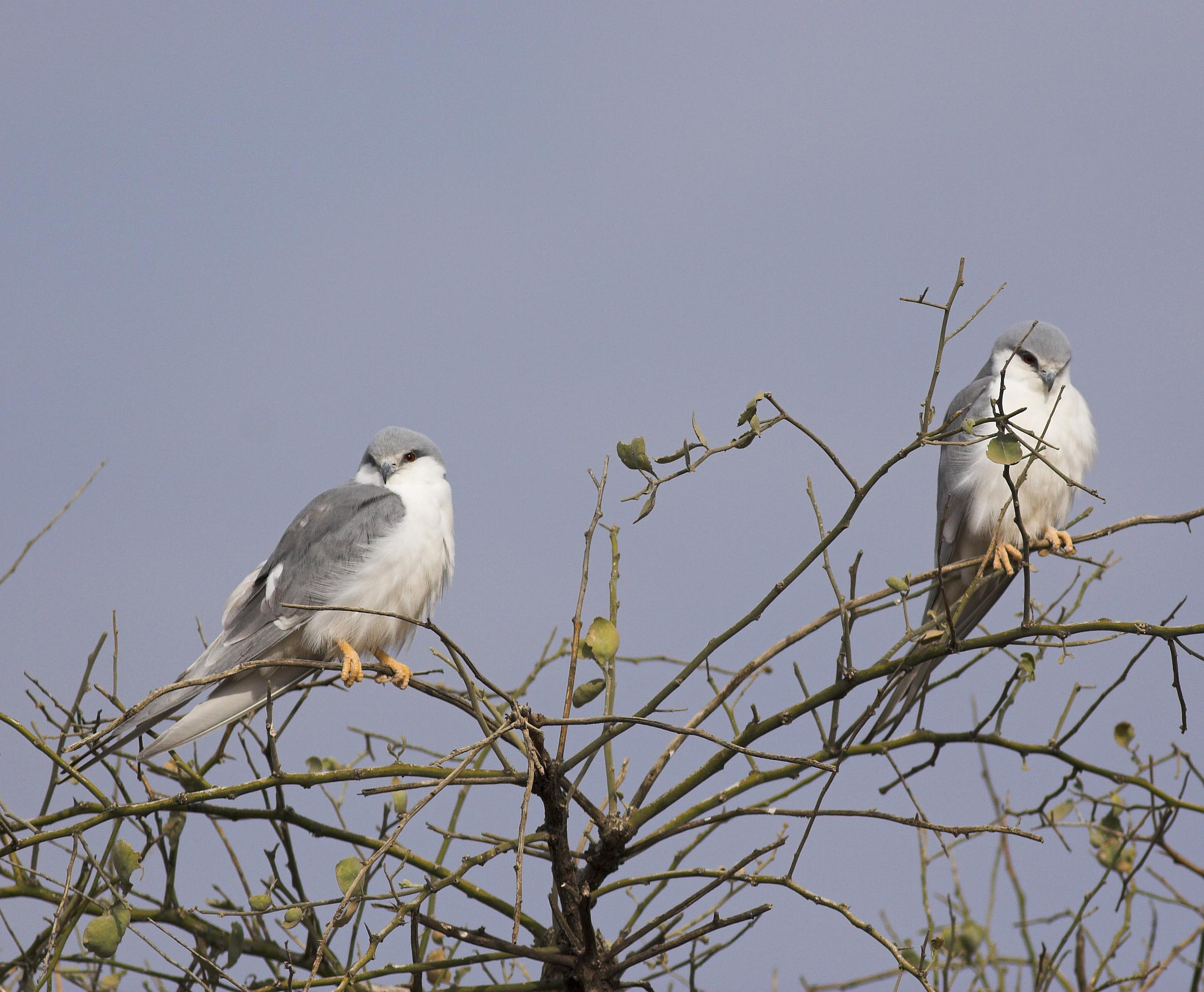